# گابریل کرامر
گابریل کرامر (۳۱ ژوئیه ۱۷۰۴ – ۴ ژانویه ۱۷۵۲) ریاضی‌دان سوئیسی بود.
کرامر از سنین پایین استعداد زیادی در علم ریاضیات از خود نشان داد. در ۱۸ سالگی دکترایش را گرفت و در ۲۰ سالگی به همرام ژان لویی کالاندرینی به‌طور مشترک به کرسی استادی ریاضی در دانشگاه ژنو رسید.

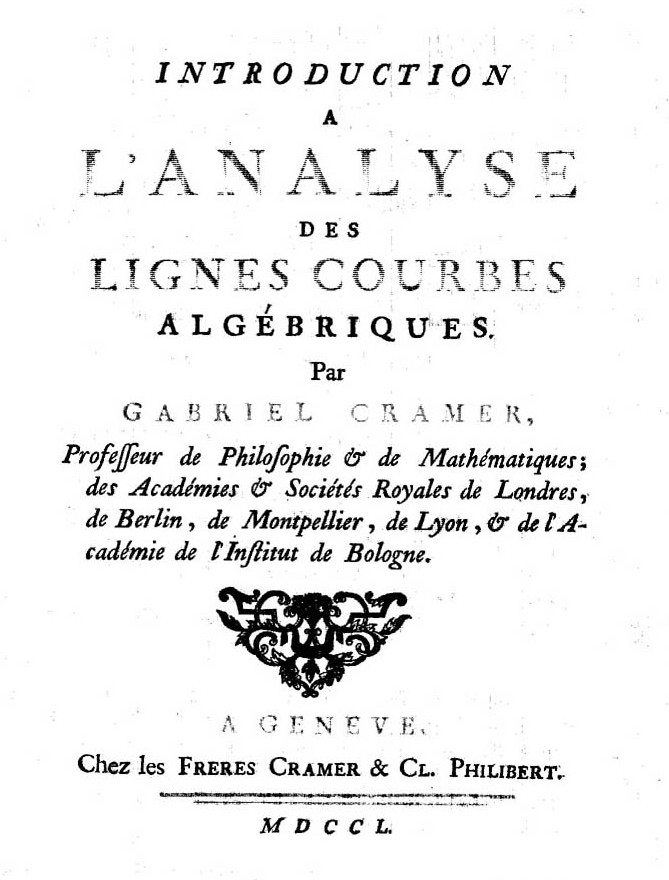
Introduction à l'analyse des lignes courbes algébriques, 1750

در سال ۱۷۲۸ راه حلی برای پارادوکس سنت پترزبورگ ارائه داد که این پارادوکس به تئوری مطلوبیت انتظاری که ۱۰ سال بعد توسط دانیل برنولی ارائه شد، بسیار نزدیک بود.
شناخته‌شده‌ترین کارهای علمی کرامر در دهه پنجم زندگی وی منتشر شد. این کار شامل تحقیقات او در زمینه منحنی‌های جبری بود که در سال ۱۷۵۰ منتشر شد. این مطالعه یک تبیین اولیه از این قضیه است که یک منحنی درجه n در حالت عمومی با n(n+3)/2 نقطه مشخص می‌شود که هیچ ۳ نقطه‌ای روی یک خط قرار نگرفته باشند. برداشت اشتباهی از این قضیه به پارادوکس کرامر می‌انجامد که به جای نقاط تعیین‌کننده منحنی، به تعداد نقاط تقاطع دو منحنی می‌پردازد.
وی همچنین کارهای یاکوب برنولی و یوهان برنولی را ویرایش کرده‌است، دربارهٔ دلایل فیزیکی شکل کروی سیارات و مدارهای آن‌ها آثاری دارد (سال ۱۷۳۰) و همچنین بر روی تئوری رفتار منحنی‌های سه بعدی نیوتون کار کرده‌است (۱۷۴۶).
در سال ۱۷۵۰ قاعده کرامر را به چاپ رساند که فرمولی کلی برای حل سیستم‌های معادلات خطی با استفاده از دترمینان است که هنوز مورد استفاده است.
وی مسافرت‌های بسیاری در اواخر دهه ۱۷۳۰ در اروپا داشت که تأثیر بسیاری روی فعالیت‌هایش در علم ریاضیات داشت. وی در سال ۱۷۵۲ درحالی که برای بازیافت دوباره سلامتش در جنوب فرانسه به سر می‌برد، در Bagnols-sur-Cèze درگذشت.